# 聖詹姆斯城 (佛羅里達州)
聖詹姆斯城（英語：St. James City）是位於美國佛羅里達州李縣的一個人口普查指定地區。

## 地理
聖詹姆斯城的座標為26°32′11″N 82°05′29″W / 26.53639°N 82.09139°W，而該地最高點為海拔高度1米（即3英尺）。

## 人口
根據2010年美國人口普查的數據，聖詹姆斯城的面積為38.20平方千米，當中陸地面積為37.80平方千米，而水域面積為0.40平方千米。當地共有人口4105人，而人口密度為每平方千米107人。